# ریچارد دنیلز
ریچارد دنیلز (انگلیسی: Richard Daniels؛ ۲۳ ژانویه ۱۸۶۴ – ۲۷ ژانویه ۱۹۳۹) بازیگر ولزی‌الاصل اهل ایالات متحده آمریکا بود. او پدر میکی دنیلز یکی از بازیگران خردسال گروه هنری دارودسته ما بود.
از فیلم‌هایی که وی در آن‌ها نقش داشته‌است، می‌توان به محض رضای خدا و خجالتی اشاره نمود.